# Veliko Tărnovo universitet
Veliko Tărnovo universitet är ett universitet i Veliko Tărnovo i  Bulgarien.